# Cheerios

Le logo de Cheerios

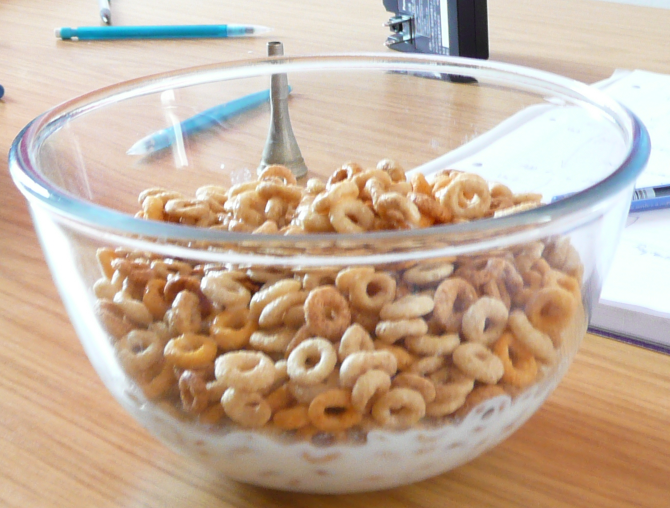
Un bol de Cheerios.

Cheerios est une marque de céréales de petit-déjeuner à base d'avoine créée en 1941 par General Mills aux États-Unis. Dans d'autres pays, les Cheerios sont vendues par Cereal Partners, sous la marque Nestlé. Les Cheerios diffèrent d'un pays à l'autre ; par exemple, en Irlande et au Royaume-Uni, elles sont composées de quatre grains (en fait cinq, mais en quatre couleurs) : riz, avoine, blé, orge et maïs. Les Cheerios ont brièvement été représentées par une mascotte : un Cheerio anthropomorphique animé.

## Histoire
Les Cheerios ont fait leur apparition sur le marché le 1er mai 1941, sous le nom de Cheerioats. L'agressive stratégie marketing visait l'ascension des Cheerios parmi les meilleures céréales de petit-déjeuner des États-Unis. La première mascotte, Cheeri O'Leary, a été introduite en 1942, mais n'a pas fait long feu et a arrêté sa carrière peu après 1945. Une campagne de promotion efficace et une association avec The Lone Ranger a permis à General Mills d'écouler 1,8 million de boîtes de Cheerios dès la première année. En 1945, les Cheerioats ont été rebaptisées Cheerios pour éviter la confusion avec une marque concurrente. De plus, le slogan « Cheerios : The First Ready-To-Eat Oat cereal » (qui peut être traduit par : « Cheerios : les premières céréales d'avoine prêtes-à-manger ») a été implanté.
Durant les années 1950, des apparitions télévisuelles et radiophoniques continuelles des Cheerios leur ont permis de se hisser parmi les meilleures céréales de petit-déjeuner et d'acquérir le statut de meilleur vendeur dans la catégorie des céréales chez General Mills. En 1953, l'emballage des Cheerios a fait apparaître pour la première fois le bol de céréales garni de fraises, accompagné d'un Cheerio sur le « i » de la marque. Deux nouvelles mascottes ont été introduites cette même année en parallèle avec le changement d'emballage : Kid et Sue ont été rapidement déclassées par le produit lui-même et les surprises offertes dans les boîtes. Elles sont introduites en France en 1992 par Nestlé (Cereal Partners).

## Bienfaits pour la santé
Les principales caractéristiques santé des Cheerios sont l'absence d'arômes et de colorants artificiels, très peu de sucre, de gras et de cholestérol tout en étant une source de fibres et d'acide folique. À partir de 1996, la boîte de Cheerios arbore le logo et le crochet de l' American Heart Association, attestant l'atteinte des guides nutritionnels AHA. Cette reconnaissance a en partie permis aux Cheerios d'obtenir la certification de la Food and Drug Association stipulant que les Cheerios, l'avoine et la farine d'avoine peuvent réduire les risques de maladies du cœur. De plus, en 1998, une étude médicale a conclu que les Cheerios aident à réduire le taux de cholestérol sanguin lorsqu'elles font partie d'un régime faible en gras saturés et en cholestérol. Récemment, une version biologique toute naturelle des Cheerios a été mise en marché. Au lieu de présenter le produit comme étant des Cheerios biologiques, General Mills a préféré présenter les céréales sous le nom « Purely O's » à l'intérieur de la marque Cascadian Farms. Cette stratégie visait à ne pas entacher la perception du public quant aux qualités des Cheerios réguliers.
En 2019, une étude de l'Environmental Working Group (EWG) a trouvé des traces élevées de l'herbicide Roundup (glyphosate) dans les céréales Cheerios, ainsi que dans d'autres marques de céréales.

## Marketing, promotions et associations culturelles
Depuis leurs débuts, les Cheerios ont assuré leur dominance du marché des céréales de petit-déjeuner grâce aux enfants. En effet, la publicité dirigée vers ceux-ci et une importante association avec le mode de vie américain a permis aux Cheerios de se démarquer face aux marques génériques. De plus, l'utilisation des Cheerios pour nourrir les bébés est une vieille tradition bien ancrée dans les mœurs américaines.
L'association des Cheerios avec The Lone Ranger a été la plus longue campagne de promotion de la céréale. En effet, la publicité radiophonique a été diffusée de 1941 à 1949, tandis que la télévisuelle l'a été de 1941 jusqu'au début des années 1960. D'autres icônes populaires ont été associées aux Cheerios, notamment Rocky and Bullwinkle, Scooby-Doo, Star Wars et de nombreux pilotes de la série NASCAR. De plus, les efforts de General Mills pour promouvoir les bienfaits des Cheerios pour la santé ont porté leurs fruits et ont apporté de nombreux consommateurs soucieux de leur santé vers la marque.
En 1978, une scène du film « Superman : The movie » montre une boîte de Cheerios placée bien en vue devant la caméra par l'actrice Phyllis Thaxter (qui interprète Martha Kent). L'émission de télévision Seinfeld a montré son personnage principal, Jerry Seinfeld, commandant un bol de Cheerios dans un restaurant, au lieu d'un repas plus traditionnel.
En 1989, le film Chérie, j'ai rétréci les gosses montre un des personnages réduits nageant dans un bol de Cheerios et passant près de se faire avaler par son père. Cette scène a été utilisée dans de nombreuses publicités télévisuelles entourant le film.
En 2000, une association avec la Monnaie des États-Unis a permis aux Cheerios d'offrir 10 millions de pièces d'un sou datées de l'an 2000. De plus, une boîte sur 2000 contenait un Sacagawea dollar. Dans ces boîtes spécialement identifiées étaient donc inclus 100 000 dollars, 5000 dollars de pièces de un dollar et 227 000 dollars de certificats d'authentification.
En 2002, une chanson de la chanteuse canadienne Avril Lavigne, intitulée Nobody's Fowl, fait explicitement référence aux Cheerios. En 2005, les Cheerios ont été commercialisées en Australie comme étant des céréales contenant quatre grains : avoine, blé, maïs et riz. Les slogans : « Four things are better than one » (Quatre choses sont mieux qu'une) et « Four good reasons to love Cheerios » (Quatre bonne raisons d'aimer les Cheerios) ont été utilisés pour promouvoir la marque.
En 2006, la chanson Happiness Runs de Donovan a été utilisée et ensuite reprise par des enfants pour promouvoir les Fruity Cheerios.
En 2011, Lady Gaga a recours à ces céréales dans le clip de Marry The Night. Ayant appris qu'elle est virée, emportée dans une crise de folie, elle se déverse le contenu d'une boîte de Cheerios sur le corps.
En 2015 dans la série "suits" saison 3 Mike propose un bol de Cheerios à sa patronne venue le voir.
En 2016, dans le film Paterson de Jim Jarmusch, Laura est une ménagère obsédée par les cercles, qu'elle décline inlassablement dans son habillement, dans la décoration du logis ou en pâtisserie… Chaque matin, au petit déjeuner, son compagnon est tenu de manger des Cheerios, puisqu'ils sont de forme circulaire.

## Slogans
Tout au long de leur histoire, les Cheerios ont été affublées de nombreux slogans, qui ont suivi le cours des modes. Actuellement, ils mettent l'accent sur les bienfaits nutritionnels des Cheerios. La plupart des slogans ont été développés en tant que support à la marque et non en tant qu'argument principal de vente.
- The Breakfast Food You’ve Always Wanted! (Le petit-déjeuner que vous avez toujours désiré) (1941)
- Cheer up with Cheerioats (Souriez avec les Cheerioats) (1942)
- Cheerioats : For Fighters on the Homefront (Cheerioats : pour les combattants au front de la maison) (1943)
- Cheerioats : The New Flavor King of Cereals (Cheerioats: la nouvelle saveur-reine des céréales) (1944)
- Look ! An Oat Cereal All Ready to Eat (Regarde ! Une céréale d'avoine prête à manger) (1944)
- Cheerios : The First Ready-To-Eat Oat Cereal (Cheerios : la première céréale d'avoine prête-à-manger) (1945)
- The Power Breakfast the Whole Family Loves (Le déjeuner puissant que toute la famille aime) (1958)
- The Big G stands for Goodness (in reference to the General Mills' G) (Le G est synonyme de qualité)(1962)
- Go with the Goodness of Cheerios (Allez avec les bienfaits des Cheerios) (1964)
- Nutrition : That’s the Cheerios Tradition (La nutrition est la tradition des Cheerios) (1971)
- Oats, the Grain Highest in Protein (L'avoine, le grain le plus protéiné) (1971)
- You're on your toes with Cheerios (Tu es sur les orteils avec les Cheerios) (1980)
- The Unsinkable Taste of Cheerios (Le goût indéfinissable des Cheerios) (1984 - 1989)
- The official breakfast cereal of melancholia (Le petit-déjeuner officiel de la mélancolie) (début des années 1990)
- The one and Only Cheerios  (Cheerios: le seul et l'unique) (1994-2004)
- Are you in the know about Cheerios (Est-ce que vous savez à propos des Cheerios?) (milieu des années 1990)
- Four things are better than one (Quatre choses valent mieux qu'une) (2005)
- There's a whole lot of good in those little O's (Beaucoup de bienfaits dans ces petits O) (utilisé au Royaume-Uni) (2005)
- Smiles all round (Des sourires tout partout) (Utilisé au Royaume-Uni) (2005/06)

## Céréales dérivées
Depuis la fin des années 1970, General Mills a mis sur le marché plusieurs dérivés des Cheerios :
- Cheerios au miel et aux noix (1979)
- Cheerios pomme et cannelle (1988)
- Cheerios multi-grains (1992)
- Cheerios givrés (1995)
- Team Cheerios (anciennement Team USA Cheerios) (1996)
- Purely O's (fabriquées par Cascadian Farms) (1999)
- Millenios (deux formes différentes, ne sont plus commercialisées) (2000)
- Cheerios aux baies (fraises, fraises-bananes, vanille-cerise et triple-fruit) (2003)
- Cheerios au yogourt (vanille et fraise) (2005)
- Cheerios aux fruits (2006)